# 킹콩을 들다
《킹콩을 들다》는 RG 엔터웍스와 CL엔터테인먼트가 공동 제작한 스포츠 영화이다. 아무것도 모르는 시골 소녀들의 자신과 삶을 무게를 깨치고 아름다운 역사로 성장해온 과정을 감동적으로 그려내고 있다. 축구·야구 등의 인기 종목에 밀려 올림픽 기간 외에는 국민들의 관심조차 받지 못한 역도 경기로 2008년에 개봉된 《우리 생애 최고의 순간》과 같이 비인기 종목을 영화에서 다루어 국민의 관심을 집중하기 위해 제작하였다.

## 줄거리
서울 올림픽 역도 동메달 리스트였으나, 부상으로 운동을 그만둔 뒤 시골에 있는 한 여자중학교 역도부 코치로 부임한 이지봉(이범수 분). 그는 역도선수에게 남은 것은 부상과 울그락불그락한 부상뿐이라며 이골이 나 있다. 그러던 중 우연히 가진 거라고는 힘 밖에 없는 시골소녀들을 만나게 된다.

낫질로 다져진 튼튼한 어깨와 통째 허리라는 타고난 신체 조건을 가진 박영자(조안 분)와 학교에서 제일가는 킹카를 짝사랑하는 빵순이 현정(전보미 분), 하버드 로스쿨에 들어가 FBI가 되겠다는 모범생 수옥(이슬비 분), 아픈 엄마를 위해 역도 선수로 성공하고 싶다는 효녀 여순(최희서 분), 힘쓰는 일이 천성인 보영(김민영 분), 섹시한 역도복의 매력에 푹 빠진 S라인 사차원 꽃미녀 민희(이윤회 분)가 있다.

개성도 외모도 제각각이지만 끈기와 힘만은 세계 최강인 순수한 시골 소녀들의 열정에 감동한 이지봉은 오갈 데 없는 아이들을 위해 합숙소를 만들고 본격적인 훈련에 돌입한다. 맨땅에서 대나무 봉으로 시작한 그들은 이지봉의 노력에 힘입어 어느새 역기 하나쯤은 가뿐히 들어올리는 역도 선수로 커나가고 마침내 박영자는 베이징 올림픽 금메달에 도전하게 된다.

## 캐스팅
- 이범수 : 이지봉 역
- 조안 : 박영자 역
- 최희서 : 서여순 역
- 이윤희 : 송민희 역
- 전보미 : 이현정 역
- 김민영 : 이보영 역
- 이슬비 : 이수옥 역
- 박준금 : 교장 선생님 역
- 우현 : 교감 선생님 역
- 김산 : 심상환 역 - 중앙여고 역도부 감독
- 이미소 : 서영란 역
- 박찬희 : 사격부코치 역
- 윤미 : 테니스코치 역
- 고대영 : 지역유지 1 역
- 최성웅 : 지역유지 2 역
- 김범식 : 지역유지 3 역
- 박희선 : 마사지코치 역
- 송재희 : 웨이터 역
- 이인자 : 중앙여고교장 역
- 이상훈 : 중앙여고이사장 역
- 이경현 : 여자앵커 역
- 고승용 : 장학사 1 역
- 김기준 : 장학사 2 역
- 유동복 : 장학사 3 역
- 이범렬 : 장학사 4 역
- 김난주 : 여교사 역
- 이여주 : 테니스부원 1 역
- 정혜인 : 테니스부원 2 역
- 이미애 : 아가씨 1 역
- 김미소 : 아가씨 2 역
- 서유림 : 아가씨 3 역
- 김참 : 아가씨 4 역
- 이창호 : 08기자 1 역
- 심현주 : 08기자 3 역
- 이건욱 : 지역기자 1 역
- 단지 : 지역기자 2 역
- 태석 : 지역기자 3 역
- 장성현 : 사진기자 역
- 설재영 : 전국기자 1 역
- 김병주 : 전국기자 2 역
- 이범석 : 88캐스터 역
- 구명우 : 08캐스터 역
- 윤석천 : 08해설위원 역
- 오형준 : 친척 1 역
- 임동찬 : 친척 2 역
- 오민휘 : 아낙네 1 역
- 이은화 : 아낙네 2 역
- 이정훈 : 교육청직원 1 역
- 이주일 : 교육청직원 2 역
- 이희경 : 사격부원 1 역
- 유나리 : 사격부원 2 역
- 서혜경 : 사격부원 3 역
- 장미성 : 학생 1 역
- 권미진 : 학생 2 역
- 장미 : 학생 3 역
- 최영주 : 보이시한여학생  역
- 박지은 : 소각장친구 역
- 박햇님 : 운동장친구 역
- 젝시 : 이란선수 역
- 서띠여 : 이란코치 역
- 이종희 : 중국선수 역
- 염동철 : 기자회견장코치 역
- 이진영 : 기자회견장선수 1 역
- 최규태 : 기자회견장선수 2 역
- 최규영 : 기자회견장선수 3 역
- 윤석윤 : 전국대회심판 역
- 박진희 : 기내승무원 역
- 이지훈 : 보영 아버지 역
- 강은진 :  방송사 여직원 역
- 변희봉 : 교육장 역 (우정출연)
- 기주봉 : 백감독 역 (우정출연)  - 전 역도 국가대표 감독
- 신정근 : 큰형님 역 (우정출연)
- 임승대 : 의사 역 (우정출연)
- 안용준 : 송인호 역 (우정출연)  - 송민희 오빠
- 전병관 : 헤드코치 역 (특별출연)
- 이배영 : 협회관계자 역 (특별출연)
- 박기영 : 08기자 2 역 (특별출연)
- 장락초 6학년 정우진 : 대한민국을 응원하는 국민 역

## 사실 관계
- 전병관을 발굴해낸 은사 정인영 선생의 실화를 바탕으로 재구성한 작품이다.
- 영화 대부분이 보성군에서 촬영되었다.
- 신사고가 발간한 고등학교 1학년 국어 교과서에 대본의 일부분이 실려 있다.
- 2009년 개정 교육과정 천재교육(박영목)이 발간한 중학교 2학년(총 6권 중 4권) 국어 교과서에 대본의 일부분이 실려 있다.

## 수상
- 2009년 제32회 황금촬영상 작품대상
- 2009년 제32회 황금촬영상 신인감독상 - 박건용
- 2009년 제32회 황금촬영상 인기남우상 - 이범수